# Saint-Aignan (Loir y Cher)
Saint-Aignan  es una población y comuna francesa, en la región de Centro, departamento de Loir y Cher, en el distrito de Romorantin-Lanthenay y cantón de Saint-Aignan.

## Geografía
La ciudad se encuentra a lo largo del río Cher. Al igual que muchos pueblos medievales, el emplazamiento es bastante accidentado, dominado por un montículo de tierra.

## Demografía
| 3 029 | 3 445 | 3 602 | 3 600 | 3 672 | 3 542 | 3257 |
| Para los censos de 1962 a 1999 la población legal corresponde a la población sin duplicidades (Fuente: INSEE [Consultar]) |       |       |       |       |       |      |

## Personalidades relacionadas con el municipio
- Joseph Paul-Boncour (1873-1972), político.
- Armand Beauvais, pintor, murió en Saint-Aignan.